# Păcuri
Păcuri – wieś w Rumunii, w okręgu Prahova, w gminie Surani. W 2011 roku liczyła 113 mieszkańców.